# FIFA Order of Merit
Il FIFA Order of Merit è il più alto riconoscimento assegnato dalla FIFA.

Il premio, consegnato durante il congresso annuale della FIFA, viene assegnato normalmente alle persone che hanno dato un contributo importante al calcio.

Il vincitore non deve appartenere necessariamente all'ambiente del calcio; un caso esemplare è quello di Nelson Mandela insignito del titolo nel 1998 per aver riportato il Sudafrica nel calcio internazionale.

## Vincitori
(Per la lista completa al 2010 vedi FIFA Order of Merit holders.) Archiviato il 4 agosto 2014 in Internet Archive.

### Calciatori
| Vincitori          | Anno | Nazionalità       |
| Franz Beckenbauer  | 1984 | Germania          |
| Bobby Charlton     | 1984 | Inghilterra       |
| Pelé               | 1984 | Brasile           |
| Dino Zoff          | 1984 | Italia            |
| Lev Yashin         | 1988 | Russia            |
| Alfredo di Stéfano | 1994 | Argentina/ Spagna |
| Eusébio            | 1994 | Portogallo        |
| Ferenc Puskás      | 1994 | Ungheria/ Spagna  |
| Francisco Varallo  | 1994 | Argentina         |
| Zico               | 1996 | Brasile           |
| Bobby Moore        | 1996 | Inghilterra       |
| Salif Keita        | 1996 | Mali              |
| Michelle Akers     | 1998 | Stati Uniti       |
| Larbi Benbarek     | 1998 | Marocco           |
| Gilmar             | 1998 | Brasile           |
| Gerd Müller        | 1998 | Germania          |
| Fernand Sastre     | 1998 | Francia           |
| Lee Ramoon         | 2004 | Isole Cayman      |
| Johnny Warren      | 2004 | Australia         |
| Paolo Maldini      | 2008 | Italia            |
| Bobby Robson       | 2009 | Inghilterra       |

### Allenatori
| Vincitori           | Anno | Nazionalità |
| Helmut Schön        | 1984 | Germania    |
| Mário Zagallo       | 1992 | Brasile     |
| Karl Heinz Weigang  | 1998 | Germania    |
| Miljan Miljanić     | 2002 | Serbia      |
| Valeriy Lobanovskyi | 2003 | Ucraina     |
| Franz Beckenbauer   | 2004 | Germania    |
| Sein Hlaing         | 2004 | Birmania    |
| Kazimierz Górski    | 2006 | Polonia     |
| Nodar Akhalkatsi    | 2008 | Georgia     |
| Johan Cruijff       | 2010 | Paesi Bassi |
| Winston Chung-Fah   | 2012 | Giamaica    |
| Óscar Tabárez       | 2012 | Uruguay     |

### Arbitri
| Vincitori            | Anno | Nazionalità |
| Farouk Bouzo         | 1996 | Siria       |
| Javier Arriaga Muñiz | 1996 | Messico     |

### Presidenti
| Vincitori              | Anno | Nazionalità     |
| João Havelange         | 1984 | Brasile         |
| Chen Chengda           | 1994 | Cina            |
| Maurice Burlaz         | 1996 | Francia         |
| Guillermo Canedo       | 1998 | Messico         |
| Henry Fok              | 1998 | Hong Kong/ Cina |
| Julio Grondona         | 1998 | Argentina       |
| Vyacheslav Koloskov    | 1998 | Russia          |
| Bert Millichip         | 1998 | Inghilterra     |
| Karl Heinz Weigang     | 1998 | Sri Lanka       |
| Juan Antonio Samaranch | 2001 | Spagna          |
| Santiago Bernabéu      | 2002 | Spagna          |
| João Havelange         | 2006 | Brasile         |
| Nodar Akhalkatsi       | 2008 | Georgia         |

### Altri
| Vincitori                     | Anno | Nazionalità |
| Henry Kissinger               | 1996 | Stati Uniti |
| Douglas Ivester (Coca-Cola)   | 1996 | Stati Uniti |
| Robert Louis-Dreyfus (Adidas) | 1996 | Francia     |
| Nelson Mandela                | 1998 | Sudafrica   |
| Kofi Annan                    | 2002 | Ghana       |

## FIFA Centennial Order of Merit
Nel 2004, durante il congresso FIFA del centenario, venne assegnato un premio speciale denominato FIFA Centennial Order of Merit.
| Vincitori                                        | Nazionalità/Nazione |  |
| Pelé                                             | Brasile             |  |
| Franz Beckenbauer                                | Germania            |  |
| Jules Rimet                                      | Francia             |  |
| Uruguay 1930                                     | Uruguay             |  |
| International Football Association Board         |                     |  |
| Real Madrid                                      | Spagna              |  |
| Sheffield                                        | Inghilterra         |  |
| João Havelange                                   | Brasile             |  |
| Comitato Olimpico Internazionale                 |                     |  |
| Calcio africano                                  |                     |  |
| Adidas                                           | Germania            |  |
| Coca-Cola                                        | Stati Uniti         |  |
| Tifosi della Corea                               | Corea del Sud       |  |
| Tifosi del Giappone                              | Giappone            |  |
| Association internationale de la presse sportive |                     |  |
| Televisione                                      |                     |  |